# Anna-Maja Persson
Anna-Maja Persson, född 14 juni 1965 i Varberg, svensk journalist och utrikesreporter för SVT. Persson har arbetat som utrikesreporter på SVT sedan 1997. Hon har framför allt arbetat med SVT:s nyhetsprogram, men har också varit på samhällsprogrammet Agenda i tre år. Persson har också bakgrund från radions Dagens eko, TV4 och kortare sejourer på Radio Västernorrland och Sundsvalls Tidning. 2006-2009 var hon SVT:s Moskva-korrespondent där hon tog vid efter Bert Sundström.